# Olympische Winterspiele 2006/Teilnehmer (Slowenien)
| Gelbes Symbol für Goldmedaillen mit stilisierten Olympischen Ringen | Graues Symbol für Silbermedaillen mit stilisierten Olympischen Ringen | Braundes Symbol für Bronzemedaillen mit stilisierten Olympischen Ringen |
| ------------------------------------------------------------------- | --------------------------------------------------------------------- | ----------------------------------------------------------------------- |
| —                                                                   | —                                                                     | —                                                                       |

Slowenien nahm an den Olympischen Winterspielen 2006 im italienischen Turin mit einer Delegation von 43 Athleten teil.

## Flaggenträger
Die Biathletin Tadeja Brankovič trug die Flagge Sloweniens während der Eröffnungsfeier, bei der Schlussfeier wurde sie vom Skilangläufer Nejc Brodar getragen.

## Teilnehmer nach Sportarten

### Biathlon
Frauen
- Tadeja Brankovič
- Teja Gregorin
- Dijana Grudiček
- Andreja Koblar
- Andreja Mali

Männer
- Klemen Bauer
- Janez Marič
- Janez Ožbolt
- Matjaž Poklukar

### Eiskunstlauf
- Gregor Urbas

### Freestyle
- Nina Bednarik
Buckelpiste, Damen: 24. Platz; 19,54 Punkte in der Qualifikation
- Miha Gale

### Rennrodeln
- Domen Pociecha

### Ski alpin
- Ana Drev
Riesenslalom, Frauen: 9. Platz – 2:11,67 min
Super-G, Frauen: 45. Platz – 1:37,92 min
- Aleš Gorza
Alpine Kombination, Männer: 15. Platz – 3:12,91 min
Super-G, Männer: 33. Platz – 1:33,77 min
Riesenslalom, Männer: ausgeschieden
Slalom, Männer: ausgeschieden
- Drago Grubelnik
Slalom, Männer: 13. Platz – 1:45,69 min
- Andrej Jerman
Alpine Kombination, Männer: 19. Platz – 3:13,80 min
Abfahrt, Männer: 28. Platz – 1:51,70 min
Super-G, Männer: 28. Platz – 1:33,20 min
- Ana Kobal
Slalom, Frauen: 25. Platz – 1:32,89 min
- Tina Maze
Riesenslalom, Frauen: 12. Platz – 2:11,83 min
Super-G, Frauen: 29. Platz – 1:36,64 min
- Urška Rabič
Super-G, Damen: 18. Platz – 1:34,12 min
Abfahrt, Damen: ausgeschieden
Alpine Kombination, Damen: ausgeschieden
- Petra Robnik
Alpine Kombination, Damen: 21. Platz – 2:57,40 min
Abfahrt, Damen: 25. Platz – 1:59,66 min
Super-G, Damen: 29. Platz – 1:35,10 min
- Andrej Šporn
Super-G, Männer: 15. Platz – 1:31,84 min
Abfahrt, Männer: 31. Platz – 1:52,17 min
Alpine Kombination, Männer: 30. Platz – 3:23,53 min
- Bernard Vajdič
Slalom, Männer: 19. Platz – 1:46,43 min
Riesenslalom, Männer: ausgeschieden
- Mitja Valenčič
Riesenslalom, Männer: 12. Platz – 2:37,39 min
Slalom, Männer: ausgeschieden

### Ski Nordisch
| Langlauf - Maja Benedičič - Nejc Brodar - Vesna Fabjan - Petra Majdič - Jože Mehle | Nordische Kombination - Dejan Plevnik - Damjan Vtič Einzel (Normalschanze K106/15 km): 40. Platz, +5:52,3 min |

| Skispringen - Rok Benkovič - Jernej Damjan - Robert Kranjec - Primož Peterka - Primož Pikl - Jure Šinkovec |

### Snowboard
- Rok Flander
- Tomaž Knafelj
- Dejan Košir
- Izidor Šušteršič